# 甜味扁桃
甜味扁桃（学名：Prunus dulcis var. dulcis）为蔷薇科李属下的一个变种。

## 扩展阅读
- 維基物種上的相關：甜味扁桃